# ابوالحسین نوری
ابوالحسین احمدبن محمد نوری یک عارف و صوفی ایرانی بود. او در بغداد به دنیا آمد و در سال ۲۹۵ هجری قمری از دنیا رفت.
وی به خدمت سری سقطی درآمد و با برخی از مشایخ تصوف در این سده از جمله محمدعلی قصّاب، احمدبن ابی الحواری و جنید صحبت و همزیستی داشت. نوری در میان بزرگان تصوف در این دوره جایگاه ممتازی داشت و در تصوف مذهب خاصی در پیش گرفت که بعداً پیروان او را «نوریّه» گفتند.
هجویری در این باره می‌نویسد: «وی را مذهبی مخصوص است اندر تصوف و گروهی‌اند از متصوفه که ایشان را نوری خوانند که اقتدا و تولی بدو کنند.»
صاحب کشف المحجوب اهل طریقت را به دوازده گروه تقسیم و تصریح می‌کند، از میان آن‌ها اصول و مبانی فکری و عملی ده گروه مقبول عارفان است که پنجمین گروه آن‌ها همان نوریه هستند.
در طریقه ابوالحسین نوری سفارش می‌شد که ترک مداهنت و مسامحت کنند و مجاهدت بر دوام پیشه کنند.